# Mabel King
Mabel Elizabeth King (nascida Washington; 25 de dezembro de 1932 – 9 de novembro de 1999) foi uma atriz e cantora americana. Ela é conhecida por seu papel como Mabel "Mama" Thomas na sitcom da ABC What's Happening!! desde sua estreia em 1976 até o final de sua segunda temporada em 1978. King também é conhecida por interpretar Evillene, a Bruxa Má do Oeste, papel que ela originou no musical The Wiz e reprisou na adaptação cinematográfica de 1978 de Sidney Lumet. Ela gravou nas gravadoras Rama Records e Amy Records.

## Juventude
King nasceu como Mabel Elizabeth Washington em Charleston, Carolina do Sul, filha de Rosalie Washington e Joseph Washington no dia de Natal de 1932. Ela foi criada no Harlem, Nova Iorque, onde eventualmente se tornou uma cantora gospel e de boate.

## Carreira

### Trabalho de palco
Ela só começou a atuar aos trinta e poucos anos, em 1966, quando interpretou o papel de Maria na peça da turnê nacional de Porgy and Bess. No ano seguinte, ela desempenhou o papel de Ernestina no musical/comédia da Broadway Hello, Dolly!. Então, em 1972, ela atuou no filme musical Don't Play Us Cheap, que só foi lançado no ano seguinte, após ter sido apresentado na Broadway como uma peça de teatro. Nesse mesmo ano, ela interpretou a Rainha de Myrthia no filme de terror Ganja & Hess. Em janeiro de 1975, ela desempenhou o papel de Evilene, a Bruxa Má do Oeste, no elenco totalmente afro-americano do musical da Broadway The Wiz. O papel lhe rendeu uma indicação ao Drama Desk Award de melhor atriz em musical. Sua atuação em The Wiz lhe trouxe muita atenção e logo depois ela recebeu papéis nos filmes The Bingo Long Traveling All-Stars & Motor Kings, com Billy Dee Williams e James Earl Jones, e Scott Joplin, com Billy Dee Williams e Clifton Davis. Em junho de 1980, King voltou a trabalhar no palco, estrelando o musical da Broadway It's So Nice to Be Civilized. No entanto, o show foi mal e fechou após oito apresentações.

### Televisão e cinema
Em 1976, foi oferecido a ela o papel de Mabel Thomas na sitcom What's Happening!!. Sua personagem costumava usar o bordão "Isso é verdade", que ela dizia aos filhos quando tentava provar algo para eles. King desempenhou o papel de 1976 a 1978, mas devido a divergências com a direção que os criadores queriam levar para a série, ela deixou What's Happening!! em 1978, após duas temporadas. Nesse mesmo ano, ela reprisou o papel de Evillene na versão cinematográfica de 1978 de The Wiz. Foi a segunda vez em sua carreira que ela apareceu em um filme depois de estar na versão teatral, sendo a primeira Don't Play Us Cheap. No ano seguinte, ela apareceu no filme The Jerk como a mãe do personagem de Steve Martin. King recebeu principalmente participações especiais em séries de televisão, incluindo Fantasy Island, The Jeffersons, Amazing Stories e Tales from the Darkside. Nesse meio tempo, ela assinou contrato com o então agente de Hollywood Ruben Malaret, que negociou seu papel reprisado de Mama Johnson no filme feito para a TV The Jerk, Too (1984). Seus dois últimos papéis no cinema foram Scrooged (1988), estrelado por Bill Murray, e Dead Men Don't Die (1990), estrelado por Elliott Gould.

## Vida pessoal
Mabel foi casada com Melvin King de junho de 1967 a setembro de 1989. Ela e Larry Banks tiveram um filho, um filho chamado Larry Jr., que morreu em 1996.
King era uma republicana conservadora convicta, apoiando fortemente a presidência de Ronald Reagan.

## Anos posteriores e morte
King era diabética e em 1986 um de seus dedos do pé foi amputado em decorrência da doença. Em 1990, King sofreu um derrame e ingressou no Motion Picture & Television Country House and Hospital em Woodland Hills, Los Angeles, Califórnia. Em 1991, o diabetes de King resultou na amputação de sua perna esquerda. Em 1994, sua perna direita também foi amputada. King também perderia um de seus braços devido ao diabetes. Em 9 de novembro de 1999, King morreu aos 66 anos.

## Filmografia
| Ano       | Título                                           | Personagem                    | Notas                                                         |
| --------- | ------------------------------------------------ | ----------------------------- | ------------------------------------------------------------- |
| 1973      | Don't Play Us Cheap                              | Convidada da casa na festa    |                                                               |
| 1973      | Ganja & Hess                                     | Rainha de Myrthia             |                                                               |
| 1976      | The Bingo Long Traveling All-Stars & Motor Kings | Bertha Dewitt                 |                                                               |
| 1976–1978 | What's Happening!!                               | Mabel "Mama" Thomas           | 37 episódios                                                  |
| 1977      | Scott Joplin                                     | Madame Amy                    |                                                               |
| 1978      | The Wiz                                          | Evillene, a Bruxa Má do Oeste | Indicada—Prêmio Saturno de melhor atriz coadjuvante em cinema |
| 1978–1981 | Fantasy Island                                   | Vários papéis                 | 3 episódios                                                   |
| 1979      | Barney Miller                                    | Mãe Zilla                     | Episódio: "Computer Crime"                                    |
| 1979      | The Jerk                                         | Mãe                           |                                                               |
| 1980      | The Gong Show Movie                              | Mabel                         |                                                               |
| 1981      | Palmerstown, U.S.A.                              | Tia Toog                      | Episódio: "Future City"                                       |
| 1981      | Getting Over                                     | Mabel Queen                   |                                                               |
| 1983      | ABC Weekend Special                              | Sra. Trussker                 | Episódio: "All the Money in the World"                        |
| 1983      | Lottery!                                         | Mabel                         | Episódio: "Los Angeles: Bigger Volume"                        |
| 1983      | Whiz Kids                                        |                               | Episódio: "Fatal Error"                                       |
| 1984      | The Jerk, Too                                    | Mama Johnson                  | Filme de televisão                                            |
| 1984      | O Mestre                                         | Willie                        | Episódio: "Fat Tuesday"                                       |
| 1984      | The Jeffersons                                   | Mãe Tobin                     | Episódio: "Some Enchanted Evening"                            |
| 1986      | Amazing Stories                                  | Jennifer Mowbray              | Episódio: "The Sitter"                                        |
| 1986      | The Colbys                                       | Fortune Teller                | Episódio: "The Honeymoon"                                     |
| 1986      | Tales from the Darkside                          | Ruby Cuzzins                  | Episódio: "Baker's Dozen"                                     |
| 1988      | Black Vampire                                    |                               |                                                               |
| 1988      | Wiseguy                                          | Mae Nina                      | Episódio: "Blood Dance"                                       |
| 1988      | Scrooged                                         | Vovó                          |                                                               |
| 1990      | Dead Men Don't Die                               | Chafuka                       |                                                               |

## Gravações
- "Alabama Rock'n'Roll" (RAMA Records, 1956)
- "Mabel King With The Royal Sita Chorus – Symbol Of Love / Second Hand Love" (RAMA Records, 1956)
- "Go Back Home Young Fella/Lefty" (Amy Records, 1962)
- "When We Get The Word / Love" (Amy Records, 1962)